# Manoir de Ville-Cotterel
Le Manoir de Ville-Cotterel situé dans la commune de Montauban-de-Bretagne, accueille les services de la communauté de communes de Montauban-de-Bretagne, du Pays de Brocéliande, du syndicat des eaux, du Pôle ESS du Pays de Brocéliande et de l'association de soutien aux entrepreneurs Initiative Brocéliande.

## Historique
Propriété des Paillevé de La Ville Cotterel, il passe par alliance aux comtes de Mellon en 1727.
La lignée donnera deux maires à Montauban de Bretagne, Jacques de Mellon, de 1815 à 1830 et son fils Joseph de 1865 à 1866.
Durant la Révolution française, le manoir est connu comme un repaire de la chouannerie. Dans la nuit du 23 au 24 juillet 1798, des intrus envahissent la demeure, cherchant des ecclésiastiques. Les nombreuses tortures infligées à la propriétaire, Perrine Clouet de Turgé comtesse de Mellon, lui coûtent la vie.
Le manoir qui est vendu en 1906 change de mains plusieurs fois jusqu'à son acquisition par la communauté de communes.
Si des éléments peuvent remonter au Moyen Âge, les bâtiments visibles aujourd'hui ont été construits entre les XVIIe et XIXe siècles.
Au XVIIe siècle, la cour est fermée et on y accède par un porche dont la trace est très nette sur l'aile sud.
Au XVIIIe siècle, le manoir est très remanié et devient un véritable lieu d'habitation permanente.
Durant le XIXe siècle, une extension est élevée au sud du corps principal. À cette époque, des éléments de luxe (marbre) et d'hygiène (latrines dans le mur de clôture) apparaissent.
Le XXe siècle est marqué par la disparition du pigeonnier ainsi que par la transformation du manoir en exploitation agricole jusqu'à l'aube du XXIe siècle.
La restauration a permis de retrouver des éléments disparus du XVIIIe siècle (le fronton et les deux gerbières). L'utilisation de matériaux respectueux (chaux, tomettes) ne contredit pas un usage résolument moderne. Le blason, élément central de la façade, représente les armes des familles liées par le mariage de 1727 : trois croix pattées des comtes de Mellon et trois mains pour les Paillevé.